# 張羨 (後漢)
張 羨（ちょう せん、生没年不詳）は、中国後漢末期の武将・政治家。荊州南陽郡の人。子は張懌。

## 経歴
零陵・桂陽県長を歴任し人心を得ていた。強情で人に従わない性格だったので、荊州牧の劉表に嫌われていた。後に長沙太守となった。
建安3年（198年）、張羨は長沙・零陵・桂陽の3郡を挙げて劉表に反旗を翻した。劉表は兵を向けたが、張羨を破ることはできなかった。
建安5年（200年）、華北で曹操と袁紹が対峙すると（官渡の戦い）、劉表は袁紹に味方した。かつて長沙郡の功曹であった桓階は張羨に対し、逆賊の袁紹ではなく献帝を擁する曹操に味方するよう説いた。張羨が早速曹操に使者を送ると、曹操は大いに喜んだ。
その後、張羨は再び劉表に攻撃された。曹操は袁紹と連戦しており、張羨に援軍を送れなかった。まもなく張羨は病死したため、長沙の人々は子の張懌を立ててなおも抵抗したが、結局は平定された。